# Jack ter Heide
Jack ter Heide (Weltevreden (Batavia), 15 september 1923 - 17 mei 1988) was een Nederlands rechtsgeleerde. Hij was als hoogleraar verbonden aan de Erasmus Universiteit Rotterdam. Hij wordt (evenals Jan Glastra van Loon) gezien als een van de intellectuele vaders van de functionele rechtsleer.

## Biografie
Ter Heide was in de jaren zestig een van de oprichters van het dispuut Sens Et Non Sens. Met dit dispuut organiseerde hij regelmatig bijeenkomsten met studenten en academici met wie hij het recht bediscussieerde. Dit vond neerslag in zijn werk Vrijheid, over de zin van de straf. Een andere bron van inspiratie waren de in 1959 door hem aan de Luchtmachtstafschool gegeven colleges met als onderwerp Het kennen van de ander. Andere bronnen zijn een serie colleges die hij gaf aan het begin van het collegejaar 1960-1961 aan de Universiteit Leiden en de lezingen van de werkgroep van Willem Nagel over Counseling methodiek in de strafbejegening. Het boekwerk stuurde hij vervolgens op naar Willem Nagel. Nagel op zijn beurt, inspireerde Ter Heide weer om zijn werk aan te bieden als proefschrift. En zo was het dat hij in 1965 bij Nagel summa cum laude promoveerde op het proefschrift Vrijheid, over de zin van de straf. Datzelfde jaar schreef hij voor de Vereniging voor Wijsbegeerte des Rechts een pre-advies over "Rechtsvinding". Dit pre-advies is vervolgens ook buiten de Vereniging voor Wijsbegeerte des Rechts bij onder meer praktiserende juristen uitvoerig onderwerp van discussie. Het juridisch tijdschrift Ars Aequi in 1967 deed dat bewegen om twee nummers te wijden aan de denkbeelden van Ter Heide welke aangeduid werden als de "functionele rechtsleer". Ter Heide schreef op uitnodiging van de redactie "Iudex Viator, probleem- of systeemdenken of gesystematiseerd probleemdenken". In 1970 schreef Arent van Haersolte vervolgens een pre-advies voor de Vereniging voor Wijsbegeerte des Rechts waarin hij het gedachtegoed van Ter Heide aanduidde als een "nieuw rechtstheoretisch klimaat".
Nadat hij jaren in Den Haag als repetitor had gewerkt en in 1967 zijn Kort begrip van het Romeins Recht werd gepubliceerd dat bij de rechtenstudie in Zuid-Afrika werd gebruikt, werd hij in 1970 benoemd tot hoogleraar aan de Erasmus Universiteit Rotterdam. Hij aanvaardde het ambt met de rede De onafhankelijkheid van de rechterlijke macht. In eerste instantie behoorde alleen de inleiding tot de rechtswetenschap tot zijn leeropdracht. Later werd dit aangevuld met de beginselen van het privaatrecht, staatsrecht en strafrecht, alsmede casuïstiek analyse en de algemene rechtsleer. 
Zijn tijd aan de Erasmus Universiteit Rotterdam gebruikte hij ook om de functionele rechtsleer verder uit te diepen. Het probleem van de toepassing van regels en het rechterlijk oordeel, geplaatst in de context van het functionele denkkader werd door procureur-generaal bij de Hoge Raad Gerard Langemeijer diepgaand besproken met waardering en Ter Heide heeft zijn opvattingen regelmatig gedemonstreerd aan de hand van uitspraken van de Hoge Raad en lagere rechters. De termen "functioneel" en "functioneel verband" hangen nauw samen met de fenomenologische en taalfilosofische stromingen in de filosofie. De gedragswetenschappen alsmede de analyse-instrumenten voor de analyse van gedrag van systemen (black box theorie, speltheorie en feed-back) vormen voorname bronnen van de ontwikkeling van het functionele denkkader en dus het inzicht in de werking van het oordelen. Kernbegrippen zijn dan ook rechtsactualisering, rechtsconcretisering en rechtsfunctionalisering. Het gaat om het recht doen aan de concrete en actuele situatie in het kader van de regels, wetten en jurisprudentie. Niet de norm die de samenleving wenst of die ingelezen wordt in de regel, is norm, maar hetgeen gemeen is aan partijen: het actuele en concrete “spel” van partijen levert een criterium aan de hand waarvan wordt vastgesteld of de verwachting dat de ander iets zal doen of nalaten gerechtvaardigd is, waarna deze legitieme verwachting gekoppeld moet kunnen worden aan het regelsysteem om tot een rechtsplicht te kunnen concluderen.
De opvattingen van Ter Heide en ook J. Esser in Duitsland bijvoorbeeld, hebben discussie opgeroepen naast waardering. De rechtenfaculteit te Rotterdam was jong en had in 1970 een nieuwe inrichting en opbouw van het onderwijs ingevoerd, het P-70 programma. De faculteit kende naast de vakgroep Algemeen van Ter Heide ook onder meer een vakgroep Privaatrecht en een vakgroep  Strafrecht. Beide laatste vakgroepen hadden een andere rechttheoretische fundering. Met name het verband dat de vakgroep Strafrecht legde tussen een politieke richting en onderwijs en onderzoek, gaf wrijving door de uitwerking hiervan op het bestuur van de faculteit. Later is door landelijke politieke besluitvorming de verschuiving van onderwijs naar onderzoek in het kader van allocatie van middelen een probleem gebleken om intensief onderwijs voort te zetten.
Op 17 mei 1988 kwam Ter Heide onverwachts te overlijden.

## Familie
Ter Heide trouwde in tweede echt (nadat hij uit zijn eerste huwelijk al twee kinderen had) met Annemarie Gispen, dochter van ARP-politicus Hans Gispen (1905-1968), met wie hij twee kinderen kreeg. Zowel hij als zijn vrouw kwamen uit predikantengeslachten. Zijn moeder, Elizabeth (Bets) ter Heide-Nolte (1889-1982), was directrice van de Haagse Koloniale school voor meisjes en vrouwen, en gaf na de Bevrijding in 1945 Holland-Indië-trouwcursussen, gezien haar lange ervaring met het leven in Nederlands-Indië, zijn vader Frederik Siebe ter Heide (1896-1977), zoon van een onderwijzer, was stuurman ter koopvaardij en later scheepswerktuigkundige; zij hadden nog een zoon Frits (1922-2006).
Hij overleed op 17 mei 1988.

## Publicaties (selectie)
- Vrijheid - Over de zin van de straf: Een bijdrage tot de ontwikkeling van een klinische criminologie. (1965).
- Rechtsvinding: inleiding voor de vergadering te houden op zaterdag 18 december 1965 te 's-Gravenhage (1965).
- Kort begrip van Romeins recht (1967).
- De onafhankelijkheid van de rechterlijke macht: een functioneel-analytische beschouwing (1970).
- Ontwikkelingen in de rechtsbedeling van de laatste twintig jaar, in: Het rechterlijk oordeel (1973).
- Belang bij recht, beginselen van een functionele cassatietheorie, in: Speculum Langemeijer (1973).
- Dwang en drang in de medische behandeling: een algemeen-theoretische beschouwing: preadvies; preadvies voor de Vereniging voor Gezondheidsrecht 1975).
- Fenomenologie en recht, in: Fenomenologie, criminologie en recht (1979).
- Back to Justice, in: Beeld van Recht (1979).